# 鈴木知海

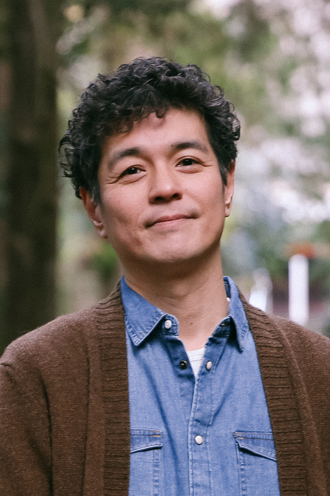

鈴木 知海（すずき ともみ、1977年2月26日 - ）は、日本のシンガーソングライター、モデル。ともみすずきとしての活動後、現在、ソロユニットTOMOSとして活動。現在モデル事務所無所属。

## 経歴
音楽家家庭に生まれ、14歳よりギターや歌を始める。スクイズ、U.O.M、ムーコバトモスなどそれぞれ短期間ながら様々なジャンルの作曲、作詞、音源制作、演奏活動に挑戦していた。
2005年音楽活動のためベルリンへ旅に出る。一年間様々な形でのライブや音源制作を行い、帰国後はアーティストサポート（惑星、black flower、水野佐彩など）やCM音楽制作（NIKE、NICONなど）とプロとしての活動の場に恵まる。
様々な現場の体験から、オリジナル楽曲を作る事に意義を持ち、2010年よりシンガーソングライターとして活動を開始。同年自主制作盤「冬の朝」をともみすずきとしてリリース。定期的なチャリティライブや、アート複合イベント、歌合戦など数々のイベント企画を精力的に行い、2015年、2016年には代々木公園で行われるフリーパーティ「春風」に出演する。
その後、アンサンブル作りの一環としてセッションを中心に活動を行い、レコーディングメンバーを迎えソロユニットTOMOSとしてアルバム「太陽の声」を制作している。
また2015年より、モデルエージェンシーに所属主にCMタレントとして活動。現在はエージェント無所属。

## 出演

### CM
- ユニクロ誕生感謝祭
- 新之助
- 資生堂表情プロジェクト
- JRA
- 花王

### 雑誌
- GO OUT
- STREET JACK

## ディスコグラフィー

### アルバム
- TOMOS「太陽の声」

### シングル
- TOMOS「帰り道」
- TOMOS「迷路」
- TOMOS「Sad Story」

### ミニアルバム
- ともみすずき「冬の朝」

### 参加作品
- 惑星「My Brand New Planet」